# Victime (téléfilm, 1979)
Pour les articles homonymes, voir Victime (homonymie).
Pour plus de détails, voir Fiche technique et Distribution.
Victime (Mrs. R's Daughter) est un téléfilm américain de Dan Curtis diffusé le 19 septembre 1979 sur NBC.

Le téléfilm a été diffusé dans les années 80 à la télévision française.

## Synopsis
Ellie Pruitt, une adolescente naïve est violée par un homme qui avait trop bu. L'avocate de l'individu, Lynn Hollister parvient à modifier le témoignage de la jeune fille de telle façon que les jurés acquittent le violeur. La mère décide de faire justice elle-même malgré le désaccord de son nouveau mari. L'adolescente se retrouve prise entre diverses attitudes : la colère de ses parents, l'indifférence du système judiciaire et son propre sentiment de culpabilité

## Fiche technique
- Titre original : Mrs. R's Daughter
- Titre français : Victime
- Réalisation : Dan Curtis
- Scénario : George Rubino
- Montage : Bernard Gribble
- Directeur de la photographie : Paul Lohmann
- Décors : Trevor Williams
- Musique : Bob Cobert
- Producteur : Joseph Stern
- Producteur exécutif : Dan Curtis
- Compagnie de Production : Dan Curtis Productions
- Compagnie de distribution : NBC
- Genre : Drame
- Pays :  États-Unis
- Durée : 100 minutes[1]
- Date de diffusion :
  -  États-Unis : 19 septembre 1979[2]

## Distribution
- Belinda Balaski : Lynn Hollister
- Season Hubley (en) : Ellie Pruitt
- Cloris Leachman : Ruth Rendell
- Donald Moffat : Frank Rendell
- Barbara Tarbuck : Michelle
- Ron Rifkin : Joseph Barron
- Kerry Sherman : Cathy Burroughs
- Craig Wasson : Andy
- John McIntire : Paul Underwood
- Don Megowan : Larsen
- Peggy McCay : Madame Burroughs
- Nan Martin : Madame Bergson
- Danna Hansen : Fisher
- Charles Gray : Rogers
- John Fitzpatrick : Carl Bergson
- Stephen Elliott : James Karp
- Dennis Burkley : Cal
- Deborah Benson : Kerry